# Evidemment (voilier)
Vogue avec un Crohn depuis 2019
Pour les articles homonymes, voir Évidemment.
Evidemment est un voilier monocoque lancé en 2014, conçu pour la course au large, adhérant à la Class40.
Il porte les couleurs de L'Express-Trepia en 2014 et 2015, de L'Express-Conquérants de Normandie en 2015, de Région Normandie et Région Normandie-France Lymphome Espoir en 2016, Région Normandie-LMAX en 2017 et 2018, Vogue avec un Crohn depuis 2019.

## Historique

### L'Express-Trepia
Le voilier est mis à l'eau le 2 avril 2014 à Bénodet sous les couleurs de L'Express-Trepia.
Quelques semaines avant le départ de la Route du Rhum, le monocoque démâte lors d'un entraînement au large de l'île de Groix, il reçoit tout de même un nouveau mât à temps pour prendre le départ de la course.
Pour sa première transatlantique, le monocoque skippé par Pierre-Yves Lautrou décroche la quatorzième place à Pointe-à-Pitre.

### Région Normandie
En 2016, le voilier prend le départ de la Transat anglaise sous ses nouvelles couleurs de la Région Normandie. Skippé par Edouard Golbery, il arrive à la quatrième place à New York.

### Région Normandie-LMAX
En 2018, le monocoques aux couleurs de Région Normandie-LMAX skippé par Olivier Cardin termine la Route du Rhum à la neuvième place.

### Vogue avec un Crohn
Le voilier prend les couleurs de Vogue avec un Crohn en 2019 entre les mains de son nouveau skipper Pierre-Louis Attwell. 
Le 16 novembre 2019, le monocoque skippé par Pierre-Louis Attwell et Calliste Antoine termine la Transat Jacques Vabre à la onzième position. Deux ans plus tard, le skipper normand prend le départ d'une nouvelle édition aux côtés de Maxime Bensa, le duo arrive à la vingt-cinquième place à Fort-de-France.

## Palmarès

### 2014-2015:L'Express-Trepia
- 2014 :
  - 6e du Grand Prix Guyader[10]
  - 3e de la Normandy Channel Race[10]
  - 12e de La Qualif'[10]
  - 14e de la Route du Rhum

- 2015 :
  - 3e du Grand Prix Guyader[11]

### 2015:L'Express-Conquérants De Normandie
- 4e de Cowes-Dinard[10]

### 2016:Région Normandie
- 4e de la Transat anglaise
- 11e de la Transat Québec-Saint-Malo[10]

### 2016:Région Normandie-France Lymphome Espoir
- 14e de la Normandy Channel[10]

### 2017-2018:Région Normandie-LMAX
- 2017 :
  - 9e de la Normandy Channel[10]
  - 2e de Cowes-Dinard[12]
  - 4e de la Rolex Fastnet Race[10]

- 2018 :
  - 4e du Grand Prix Guyader[10]
  - 9e de la Normandy Channel[10]
  - 4e de la Seventar Round Britain & Ireland Race[13]
  - 9e de la Route du Rhum

### 2019:Hannah Stodel Racing
- 14e de la Rolex Fastnet Race[10]

### Depuis 2019:Vogue avec un Crohn
- 2019 :
  - 7e de la Normandy Channel[10]
  - 5e de La 40' Malouine SACIB[10]
  - 11e de la Transat Jacques Vabre

- 2021 :
  - 14e de la Normandy Channel Race[10]
  - 15e de Les Sables-Horta[10]
  - 13e de la Rolex Fastnet Race[10]
  - 25e de la Transat Jacques Vabre

- 2022 :
  - 14e des 1000 Milles des Sables[10]
  - 12e de la Normandy Channel Race[10]
  - 24e de La 40' Malouine SACIB[10]